# Mnémosyné
Mnémosyné (řecky μνημοσύνη paměť, latinsky Mnemosyne) je v řecké mytologii personifikace paměti. Podle Pelasgického mýtu o stvoření světa je dcerou Eurynomé a hada Ofióna. Podle Homérského mýtu je dcerou Gaie a Úrana.
Gaia se stala manželkou Úrana, když ovládl svět a zplodili dvanáct potomků, Titánů jménem Ókeanos, Koios, Kríos, Hyperíón, Íapetos a Kronos a Titánky jménem Theia, Rheia, Mnémosyné, Foibé, Themis a Téthys.
Mnémosyné je matkou Múz, devíti bohyň krásných umění a vědy. Jejich otcem je sám nejvyšší bůh Zeus.
Podle některých pramenů ze 4. století př. n. l. je jako Mnémosyné označována také jedna z řek v Hádu, která byla protikladem řeky Léthé. Mrtvé duše pijící z řeky Léthé zapomínají po své reinkarnaci na svoje předchozí životy, proto je zasvěcencům doporučováno pít z řeky Mnémosyné. Taky je lze ovšem vykládat tak, že duše než projde do některé sféry v podsvětí zapomene na svůj smrtelný život. Tato zmínka mohla být součást orfické nebo eleusinské mytologie.
Odvozené pojmy: mnemotechnická pomůcka